# Lliga macedònia de futbol

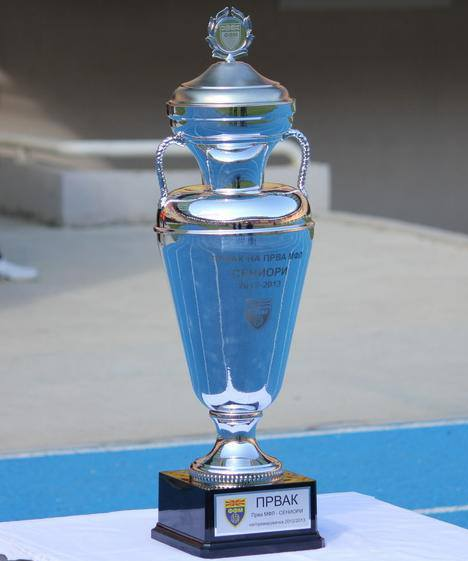
Trofeu de la lliga macedònia.

La lliga macedònia de futbol (en macedònic Македонска Прва Лига - Makedonska Prva Liga) és la màxima competició futbolística de Macedònia del Nord. És organitzada per la Federació de Futbol de Macedònia del Nord. El campió obté una plaça per les rondes de qualificació de la Lliga de Campions. El segon i el tercer es classifica per la Copa de la UEFA.

## Palmarès
Font:

### Campionat de la Subassociació de futbol de Skopje
Jugaven aquest campionat els equips del territori de Vardarska Banovina, que formava part del Regne de Iugoslàvia. El vencedor es classificava pel campionat iugoslau. Durant els anys 1942-1944, en plena Segona Guerra Mundial, el territori havia estat incorporat a Bulgària.
- 1927: SK Bitola
- 1928: no finalitzà
- 1929: Pobeda Skopje
- 1930: no atorgat [a]
- 1931: no finalitzà [b]
- 1932: SSK Skopje
- 1933: SSK Skopje
- 1934: SSK Skopje
- 1935: no finalitzà
- 1936: Gragjanski Skopje
- 1937: no finalitzà
- 1938: Gragjanski Skopje
- 1939: Gragjanski Skopje
- 1940: SSK Skopje
- 1941: SSK Skopje
- 1942: Makedonija Skopje
- 1943: ŽSK Skopje
- 1944: ŽSK Skopje

### Campionat de la República Socialista de Macedònia a Iugoslàvia
- 1944-45: Makedonija Skopje
- 1945-46: Pobeda Skopje
- 1946-47: Makedonija Skopje
- 1947-48: Dinamo Skopje
- 1948-49: 11 Oktomvri Kumanovo
- 1949-50: Rabotnik Bitola
- 1950-51: Rabotnik Bitola
- 1951-52: Rabotnicki Skopje
- 1952-53: Pobeda Prilep
- 1953-54: Pobeda Prilep
- 1954-55: Metalec Skopje
- 1955-56: Belasica Strumica
- 1956-57: Pelister Bitola
- 1957-58: Belasica Strumica
- 1958-59: Pobeda Prilep
- 1959-60: Pelister Bitola
- 1960-61: Pelister Bitola
- 1961-62: Pobeda Prilep
- 1962-63: Pobeda Prilep
- 1963-64: Bregalnica Štip
- 1964-65: Teteks Tetovo
- 1965-66: Rabotnički Skopje
- 1966-67: Bregalnica Štip
- 1967-68: Rabotnički Skopje
- 1968-69: Teteks Tetovo
- 1969-70: MIK Skopje
- 1970-71: Kumanovo
- 1971-72: Tikves Kavadarci
- 1972-73: Rabotnički Skopje
- 1973-74: Teteks Tetovo
- 1974-75: Pelister Bitola
- 1975-76: Bregalnica Štip
- 1976-77: Rabotnički Skopje
- 1977-78: Tikves Kavadarci
- 1978-79: Pobeda Prilep
- 1979-80: Rabotnički Skopje
- 1980-81: Pobeda Prilep
- 1981-82: Pelister Bitola
- 1982-83: Belasica Strumica
- 1983-84: Bregalnica Štip
- 1984-85: Teteks Tetovo
- 1985-86: Pobeda Prilep
- 1986-87: Metalurg Skopje
- 1987-88: Belasica Strumica
- 1988-89: Borec Titov-Veles
- 1989-90: Balkan Skopje
- 1990-91: Makedonija Skopje
- 1991-92: Sasa Makadonska Kamenica

### Campionat després de la independència
- 1992-93:  Vardar Skopje (1)
- 1993-94:  Vardar Skopje (2)
- 1994-95:  Vardar Skopje (3)
- 1995-96:  Sileks Kratovo (1)
- 1996-97:  Sileks Kratovo (2)
- 1997-98:  Sileks Kratovo (3)
- 1998-99:  Sloga Jugomagnat (1)
- 1999-00:  Sloga Jugomagnat (2)
- 2000-01:  Sloga Jugomagnat (3)
- 2001-02:  Vardar Skopje (4)
- 2002-03:  Vardar Skopje (5)
- 2003-04:  Pobeda Prilep (1)
- 2004-05:  Rabotnički Kometal (1)
- 2005-06:  Rabotnički Kometal (2)
- 2006-07:  Pobeda Prilep (2)
- 2007-08:  Rabotnički Kometal (3)
- 2008-09:  FK Makedonija Gjorče Petrov (1)
- 2009-10:  FK Renova (1)
- 2010-11:  FK Shkëndija (1)
- 2011-12:  Vardar Skopje (6)
- 2012-13:  Vardar Skopje (7)
- 2013-14:  Rabotnički (4)
- 2014-15:  Vardar Skopje (8)
- 2015-16:  Vardar Skopje (9)
- 2016-17:  Vardar Skopje (10)
- 2017-18:  FK Shkëndija (2)
- 2018-19:  FK Shkëndija (3)
- 2019-20:  Vardar Skopje (11) [c]
- 2020-21:  FK Shkëndija (4)
- 2021-22:  FK Shkupi (1)
- 2022-23:  FK Struga Trim-Lum (1)
- 2023-24:  FK Struga Trim-Lum (2)
- 2024-25:  FK Shkëndija (5)